# Geomysaprinus triangulifer
Geomysaprinus triangulifer är en skalbaggsart som först beskrevs av Sylvain Auguste de Marseul 1855.  Geomysaprinus triangulifer ingår i släktet Geomysaprinus och familjen stumpbaggar. Inga underarter finns listade i Catalogue of Life.